# 代芒多尔
代芒多尔（法語：Demandolx）是法国上普罗旺斯阿尔卑斯省的一个市镇，属于卡斯泰朗区（Castellane）卡斯泰朗县（Castellane）。该市镇2009年时的人口为135人。

## 人口
代芒多尔人口变化图示
| 数据来源：INSEE |